# Rodney Govinden
Rodney Govinden, né le 13 septembre 1984 à Victoria (Seychelles), est un skipper seychellois.

## Carrière
Rodney Govinden est médaillé d'argent aux Championnats d'Afrique de Laser 2015 à Alger.
Il est le porte-drapeau de la délégation seychelloise aux Jeux olympiques d'été de 2016 à Rio de Janeiro.
Il se qualifie pour l'épreuve de classe Laser des Jeux olympiques d'été de 2020 après avoir remporté la médaille d'or aux Championnats d'Afrique de Laser en Algérie en 2019 alors qu'il affrontait 14 marins africains.